# Jakob Volčič
Jakob Volčič, slovenski duhovnik in zbiratelj narodnega blaga, * 14. julij 1815, Sveti Andrej, Škofja Loka, † 9. november 1888, Zarečje pri Pazinu, Istra, Hrvaška.

## Življenje in delo
Pastiroval je po slovenski in hrvatski Istri in umrl 9. novembra 1888 v Zarečju pri Pazinu. V Istri je nabiral ljudsko blago in ga objavljal v slovenskem in hrvaškem tisku (Kmetijske in rokodelske novice, Slovenski glasnik, Slovan). Nabiral je pesmi, pregovore, raziskoval običaje in vraže.

## 
Jezična igračica.
Će po kraško šrajati želiš,
Tak udaraj z glasam koreníke;
Šč zgovaraj, kakor se učiš.
— — — — — —

Šprah obeli šaldo z ma in pej
U pej šrajaj, kakor ü, visoko;
Kader pride é pej reci ej.
Z druz'mi glasniki ne hod' globoko.
G pred i ko z, in h ko š
Šiša, zato rečemo mi druzí:
K pred i in ü iz u ko tje;
In to prav dopade Kraški Muzi.
Verz' v stopnjah merjenja tudi preč
Krajnsko bolj in nar bolj in po laško
Stavi namest tega: več, naj več.
Več in naj več běšter, to je kraško.
Starše 'n častí vredne z glagolam
Glavnim, namest iménam vikaj;
Z drugim nej te ne bo zato sram,
Jih besedami brez straha tikaj.
Stav' pred konec ta in te terd s
V glagolskim' dvo - ino višebroju,
Ma velevniga ne rajtaj les,
Tak' postavim: delasta v znoju.
Ma se tud' še moraste učit'
Besedi, k so samo tukej znane,
Kterih pej doma ni zadobit'
Prosimo na posod' Benečane.
Pesem spisal J. Volčič

## Tiskana dela
- Narodne pjesme iz Istre (COBISS)
- Jakob Volčič in njegovo delo : zbornik prispevkov in gradiva = Jakov Volčić i njegovo delo : zbornik priloga i građe(COBISS)